# Adriaen de Bie
Adriaen de Bie, ou Adrien de Bie, né en 1593 à Lierre où il est mort en 1668, est un peintre baroque flamand.
Important maître des peintres baroques, il est le père du poète Cornelis de Bie, l'auteur du dictionnaire biographique Het Gulden Cabinet.

## Biographie
Adriaen de Bie est né vers le 3 octobre 1593, date de son baptême, à Lierre. Selon Arnold Houbraken, son père l'a retiré prématurément du ventre de son épouse et Adriaen a survécu « miraculeusement comme enfant à naître ».
Selon la même source de Houbraken, H. Poter, Ardiaen de Bie apprend l'art de peindre auprès de Wouter Abts, à Anvers,,, ce qui n'est cependant pas confirmé par les registres de la guilde de Saint-Luc de la ville.
À 18 ans, il se rend à Paris, où il étudie pendant deux ans auprès de Rudolf Schoofs (de), le peintre de cour de Louis XIII,.
De Bie part ensuite à Rome en 1614, où il vit pendant six à huit ans. Il y aurait partagé son logement avec le peintre néerlandais Hendrick ter Brugghen vers 1620.
Quittant Rome, il visite pendant trois ans les plus importantes villes d'Italie, répondant à des commandes de cardinaux, pour lesquels il exécute surtout des peintures sur plaques d'argent, d'or ou sur pierre précieuses.
En 1623, il revient vivre en sa ville natale du Brabant,. Il y peint principalement des portraits et des œuvres décoratives de sujet biblique pour l'église Saint-Gummarus de Lierre, au-dessus de l'autel de Saint Éloi, le patron des orfèvres,. Il a aussi réalisé des paysages italiens.
Son premier mariage lui donne un fils, l'écrivain Cornelis de Bie (1627-1711) ; il se remarie à Anvers vers 1652-1654 avec Catharina Tkint, avec qui il n'a pas d'autre enfant,.
Adriaen de Bie meurt le 20 octobre 1668 à Lierre.

## Œuvre

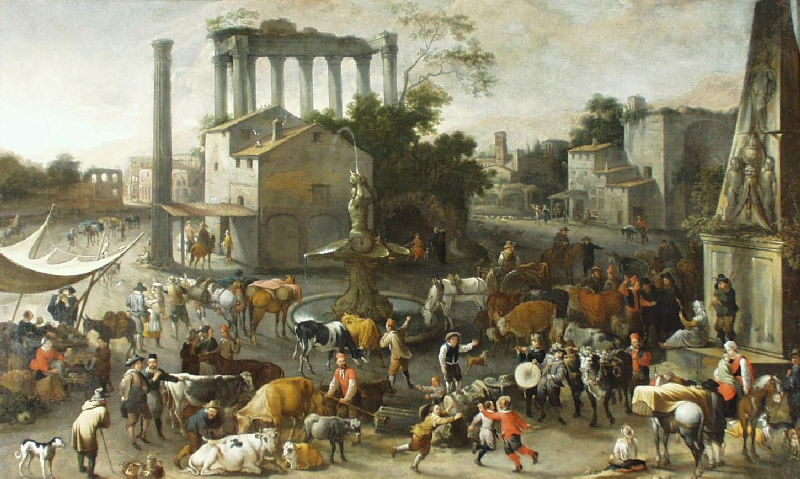
Campo Vaccino, Roma, 1643, Victoria Art Gallery (Bath).

Très peu d'œuvres d'Adriaen de Bie ont survécu. Il peint à Rome de petites pièces d'armoire, un type de peinture pour lequel il y avait une grande demande à Rome au début du XVIIe siècle. Il est possible que le choix du support et de la taille d'Adriaen de Bie ait été influencé par Adam Elsheimer qui a réussi à Rome avec de petites pièces d'armoire. De Bie était un peintre de portraits, de scènes bibliques pour les églises et les paysages à l'italienne,.
Il peint également à grande échelle, comme dans sa Vue du Campo Vaccino à Rome (Victoria Art Gallery (en), 1643). Il montre une myriade de chiffres sur le Forum Romanum,. Ce type d'œuvre semble suggérer qu'il aurait fait pendant une trentaine d'années lors de sa vie à Lierre en parallèle de ses œuvres de commande,. L'œuvre est un paysage à l'italienne situé parmi les édifices romains et peuplé de nombreuses figures et animaux. La scène rappelle le travail du groupe de peintres de genre actifs à Rome connu sous le nom de Bamboccianti. L'Inventaire national des peintures d'Europe continentale indique qu'il y a une inscription en bas à gauche de la peinture intitulée «ED · BIE - 1643», qui est similaire à la signature connue d'un autre peintre flamand appelé Erasmus de Bie (1629 - 1675). Cependant, il semble peu probable qu'Érasme, qui n'avait que 14 ans en 1643 et qui n'avait pas voyagé en dehors d'Anvers, ait pu réaliser une peinture de cette taille et de cette envergure. Il est donc plus probable que ce soit l'œuvre d'Adriaen de Bie. L'œuvre est attribuée à Adriaen de Bie sur le site Internet d'Art UK et dans diverses publications,.